# Йин
Йин (лукомар. Йыҥ ; Йоон, Керемет) — злий бог-деміург марійського пантеону.

## Опис
Молодший брат і противник верховного бога та деміурга Кугу-Юмо. Згідно з пізньою легендою, Йин затримав розмовою старійшину марійців Бедою, коли той йшов до Кугу-Юмо, що розподіляв релігії серед народів Землі, за що Кугу-Юмо змусив марійців поклонятися Йину. «Допомагав» Кугу-Юмо створювати Всесвіт. У марійській міфології образ Йина отримав суто негативне, демонічне забарвлення. Однак очевидна близькість Йина до удмуртського і гірничомарійського Інмара, карело — фінського Ільмарінена і особливо комі-зиранського Єну. Місцем проживання Йина вважався нижній, підземний світ, де мав свій будинок і сім'ю. Небо нижнього світу вважалося зробленим із каменю, а запалена поминальна свічка грала роль сонця. Але там, як і на землі, росли трави, дерева. В одній билиці люди вирубали присвячений Йину гай, і при будівництві нової огорожі випадково зачепили загостреним колом двері житла Йина. Вночі Йин з'явився до глави роду, що порушив його спокій, і погрожував розправою у разі, якщо кілок не витягнуть.

## Етимологія
Найменування «Йин» має давнє загальнофінно-угорське походження і, на думку В. Петрухіна, як і ім'я верховного бога комі Ена, походить від древнього фіно-угорського позначення повітря, неба — Ілма (Ilma). Як у міфологіях інших народів Поволжя, у тому числі східних слов'ян, найчастіше він відомий і згадується в джерелах під ім'ям Керемета, а також Шайтана, Сатани, Явила, Удея і т. д. чув. кирамат — «дух»). Булгари запозичили це слово з арабської («диво»). У самого слова — загальне походження зі словом «Кереметь».

## Середовище проживання
У казці лугових марі йдеться про те, що Йин живе в селі, до якого йти три роки. У Йина вісімнадцять будинків, у яких живе він сам і його дванадцять дочок. Йин вітає порушення будь-яких загальноприйнятих норм поведінки. Щоб сподобатися йому, слід поводитися найбільш неналежно: входячи на подвір'я, голосно грюкати воротами, піднімаючись сходами, шуміти й тупотіти ногами; прийнявши запрошення сісти за стіл, відібрати в господаря ложку та вихопити хліб із рук; приготувавши коровай, кинути його зі словами: «На, жери, ненажероже!». Щоб отримати в дружини одну з дочок Йина, герою казки доводиться виконати низку доручень. Йин нехтує договором і намагається з'їсти героя. Тоді той оглушує майбутнього тестя трипудовим молотом. Йин ставить нареченому доньки чергову роботу: об'їздити дев'ятирічного жеребця, на якого дев'ять років не вдягали вузди і сам перетворюється на жеребця, але герой, навчений нареченою, б'є її батька пудовим молотом, і, осідлавши, сідає верхи. Жеребець намагається злетіти в повітря, але наїзник приборкує його ударами молота по голові. Зрештою, Йин погоджується видати доньку заміж і пропонує нареченому доньки вимитися в залізній лазні, розраховуючи на те, що він спечеться там і його можна буде з'їсти. Нареченому і дівчині вдається втекти. Йин переслідує їх. Тоді дочка Йина перетворює нареченого на озеро, а сама обертається йоржем. Йин обертається щукою і женеться за дочкою, але безуспішно. У розпачі він руйнує береги озера, а потім проклинає доньку й небажаного зятя, щоб їм ніколи не зрушити з місця й провести все століття в такому вигляді (пор. близький сюжет про сватання Ільмаринена до доньки Хійсі, а також естонську легенду про демонічного Рогатого діда, головного ворога Калевіпоеґа).

## Міф про Чортове озеро
Згідно з переказами про Чортове озеро, колись Йин (Шайтан) жив серед людей, насилав на них хвороби, розпалював ворожнечу. Він був невидимий і настільки сильний, що з ним не наважувалися боротися навіть велетні нари. Взимку Йин замерзав, влітку перетворювався на комаху (пор. подібні уявлення про божества зла в міфологіях сибірських народів). Коли Йин спалив священний ліс, люди повстали проти нього. Однак підступний бог підлаштував усе так, що люди стали вбивати один одного. Від пролитих дружинами загиблих чоловіків сліз утворилося глибоке озеро. Після цього люди перестали шанувати Йина, який сховався на дні озера. Часом він дає знати про себе, піднімаючи хвилі або з шумом викидаючи воду. У деяких місцях збереглося уявлення про те, що Йин приносить холод із півночі. Коли проганяють Йина, йде й негода. Вважалося, що вигнаний Йин тікає в ліс або ховається в дерева, що окремо стоять. У цей час прийнято також ганяти вовків, оскільки вважається, що Йин може обернутися вовком.